# Marathon Man
Marathon Man is een paranoiathriller uit 1976 van regisseur John Schlesinger. De hoofdrollen worden vertolkt door Dustin Hoffman en Laurence Olivier. De film is gebaseerd op de gelijknamige roman van schrijver William Goldman, die het boek zelf omvormde tot een scenario.
Marathon Man werd genomineerd voor een Academy Award en twee BAFTA's en won een Golden Globe.

## Verhaal
In New York vindt een reeks mysterieuze moorden plaats. Ook de leden van de geheime overheidsorganisatie The Division worden een voor een vermoord. Thomas "Babe" Levy is een laatstejaarsstudent, en tevens een erg goede loper, die ziet hoe zijn broer Doc, die lid is van The Division, vermoord wordt. Babe wordt in het mysterie meegesleurd en ontdekt dat dokter Christian Szell achter de moorden zit.
Szell, bijgenaamd ‘de Witte Engel’, is een tandarts en een gewezen nazi. Tijdens de Tweede Wereldoorlog had hij in het concentratiekamp Auschwitz diamanten gestolen van Joodse gevangenen. Szell verdween na de oorlog en probeert nu om zijn diamanten in de Verenigde Staten te verkopen. Wanneer hij Babe ontvoert en ondervraagt, gebruikt hij tandartstechnieken om Babe te martelen.
Babe kan gelukkig ontsnappen, maar merkt dat hij niemand nog kan vertrouwen. Iedereen lijkt in dienst van Szell te werken. Ook zijn geliefde die hij in universiteitsbibliotheek heeft ontmoet. Ondertussen probeert Szell zijn diamanten te verkopen. Wanneer hij in een Joodse buurt rondwandelt, lijken enkele ouderen de gewezen Nazi te herkennen. Szell raakt in paniek en doet er alles aan om zo snel mogelijk uit de buurt te verdwijnen. Wat later wordt hij zelf ontvoerd door Babe, die hem verplicht om naar Central Park te gaan. De twee mannen dalen af in een grote pompinstallatie. Babe verplicht Szell om zo veel mogelijk diamanten in te slikken. Szell aarzelt en probeert Babe te vermoorden. Het komt tot een gevecht waarin Babe uiteindelijk de diamanten in het water werpt. Szell springt de kostbare diamanten hopeloos achterna en belandt zo op zijn eigen mes. Szell sterft en Babe loopt zonder omkijken weg.

## Rolverdeling
| Acteur           | Personage                     |
| ---------------- | ----------------------------- |
| Dustin Hoffman   | Thomas Babbington "Babe" Levy |
| Laurence Olivier | Christian Szell               |
| Roy Scheider     | Doc Levy                      |
| William Devane   | Peter Janeway                 |
| Marthe Keller    | Elsa Opel                     |
| Fritz Weaver     | Professor Biesenthal          |
| Richard Bright   | Karl                          |

## Prijzen
Golden Globes
- Best Motion Picture Actor in a Supporting Role - Laurence Olivier

## Nominaties
Academy Awards
- Best Actor in a Supporting Role - Laurence Olivier

BAFTA Award
- Best Actor - Dustin Hoffman (De nominatie was tevens voor zijn rol in All the President's Men (1976)
- Best Film Editing - Jim Clark

Golden Globes
- Best Director - Motion Picture - John Schlesinger
- Best Motion Picture Actor - Drama - Dustin Hoffman
- Best Screenplay - Motion Picture - William Goldman
- Best Motion Picture Actress in a Supporting Role - Marthe Keller

## Trivia
- Na de film verschenen er enkele geruchten over de slechte relatie tussen de twee hoofdrolspelers, Dustin Hoffman en Laurence Olivier. Deze zogenaamde slechte relatie was een leugen die, volgens Hoffman, verspreid werd door scenarist William Goldman. De reden waarom hij dit deed, was omdat Hoffman regisseur John Schlesinger had overgehaald om niet het einde van het boek dat Goldman zelf had geschreven, maar het einde dat Hoffman voorstelde te gebruiken.
- Na enkele test screenings werd de martelscène ingekort omdat ze te misselijkmakend was.
- Het personage Christian Szell is gebaseerd op Josef Mengele.
- Dustin Hoffman wilde de rol zodat hij nog eens kon samenwerken met John Schlesinger. Eerder werkten de twee ook al samen aan Midnight Cowboy (1969).
- Voor zijn rol moest Hoffman heel wat lopen. Ter voorbereiding liep hij zo'n 6 à 7 km/dag, waardoor hij zo'n 6 kg aan gewicht verloor.
- Jean-Pierre Aumont en George Cukor werden overwogen voor de rol die uiteindelijk naar Laurence Olivier ging.
- Al Pacino wilde naar verluidt graag de hoofdrol spelen.
- Producent Robert Evans wilde graag Laurence Olivier inzetten, maar die leed aan een ernstige ziekte. Olivier werd toch gekozen en streed uiteindelijk nog ruim tien jaar tegen de ziekte alvorens in 1989 te overlijden.